# Sujūd

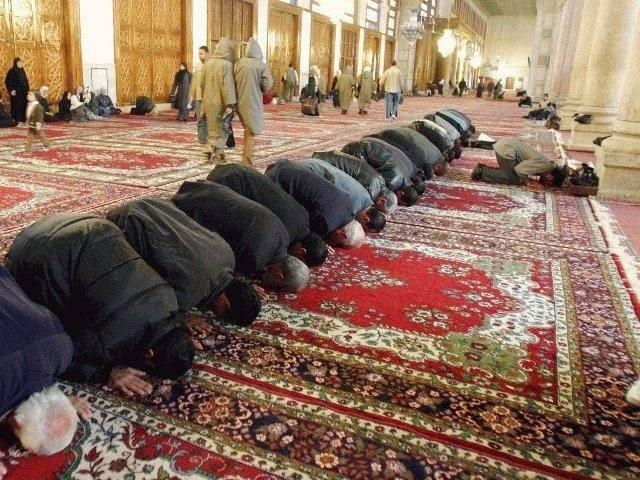
Il momento del Sujūd durante la preghiera in moschea.

Il sujūd (in arabo سُجود‎?, [sʊˈdʒuːd]) è l'atto di prosternazione a Dio nell'Islam.
La prosternazione avviene in direzione della Kaʿba della Mecca (qibla), da eseguire durante la preghiera  (ṣalāt) quotidiana obbligatoria che ogni fedele pubere e sano deve adempiere cinque volte al giorno. La sajdah (plur. sajadāt) definisce il singolo atto di prostrazione. La posizione comporta avere la fronte, il naso, le mani all'altezza della testa e le ginocchia che toccano il suolo contemporaneamente.